# مریم طارمی
مریم طارمی (هلندی: Maryam Tarami؛ زادهٔ ۲۹ ژانویهٔ ۱۹۸۸ تهران) تهیه‌کننده، هنرپیشه، کارآفرین اهل هلند است.

## زندگینامه
مریم طارمی ۹ بهمن ۱۳۶۶ در تهران پایتخت ایران متولد شد. طارمی وقتی ۵ ساله بود به همراه خانواده‌اش به هلند رفتند. مریم از ۱۵ سالگی بازیگری را شروع کرد. او در مدرسه درام در آکادمی هنرهای معاصر ماستریخت شروع به کار کرد و برای ادامه تحصیل به ایالات متحده سفر کرد . مریم در سال ۲۰۱۳ شروع به ساخت فیلم کوتاه کرد. دومین فیلم کوتاه او "فوریه"  ۵ جایزه را به دست آورد و ۱۴ بار در جشنواره های فیلم در سراسر جهان نامزد شد.

## جوایز
او جوایز متعددی دریافت کرده است. شیر طلایی برای بهترین بازیگر نقش مکمل زن در جایزه فیلم لندن برای نقش او در فیلم کوتاه «فوریه»، جایزه بهترین بازیگر پیشرو ۲۰۱۵، در جشنواره فیلم تویستر آلی و جشنواره فیلم خاکستری سرخ در اوکلاهما (ایالات متحده) از جمله این جوایز است. او در سال ۲۰۱۸ نقش مهمی در فیلم "تورا" به کارگردانی جولی پاچینو و هنری فالکونی بازی می کند که از شخصیت تورا ساتانا الهام گرفته شده است.